# Haloscatella
Haloscatella is een vliegengeslacht uit de familie van de oevervliegen (Ephydridae).

## Soorten
- H. arichaeta (Mathis, 1979)
- H. cephalotes (Cresson, 1935)
- H. dichaeta Loew, 1860
- H. muria (Mathis, 1979)
- H. nivosa (Cresson, 1935)
- H. salinaria (Sturtevant and Wheeler, 1954)